# Bitwa pod La Rothière
Bitwa pod La Rothière – bitwa stoczona 1 lutego 1814 roku między wojskami francuskimi pod komendą cesarza Napoleona Bonaparte a wojskami koalicji - Armią Śląską i Armią Czeską pod ogólnym dowództwem feldmarszałka Blüchera.

## Wstęp
Po porażce pod Brienne dowódca Armii Śląskiej feldmarszałek Gebhard Leberecht von Blücher postanowił połączyć się z armią Schwarzenberga. Mimo to Bonaparte postanowił nie wycofywać się nie chcąc stracić korpusu Marmonta (zagrożonego odcięciem) i części artylerii i taborów.
W wyniku Cesarz powziął decyzję, którą wytykali mu później prawie wszyscy pisarze wojskowi – postanowił pozostać w Brienne i przyjąć mimo swej niższości liczebnej uderzenie sprzymierzonych.
1 lutego Blücher wzmocniony czterema korpusami Armii Czeskiej rozpoczął rzeczywiście ofensywę w 80 tysięcy ludzi przeciw 40 tysiącom.

## Bitwa
Napoleon zajął stanowisko na linii Dienville - La Rothière - Chausmenil; lewą flankę osłania w Morvillers Marmont, który połączył się z główną armią. W ciągu całego popołudnia luźne natarcia przeciwnika rozbijają się o mocne punkty oparcia frontu francuskiego. Dopiero wieczorem, gdy korpus Marmonta, oskrzydlony przez korpus bawarski Wredego zachwiał się, pociągając za sobą całą linię, trzeba było myśleć o odwrocie. Dzięki gwałtownemu przeciwnatarciu gwardii na La Rothière zdołano przerwać bój z zapadnięciem nocy. Cesarz mógł przejść z powrotem Aube w Lesmont i zburzywszy most, skierować się na Troyes. Marmont wycofał się wprost na Arcis, wprowadzając przeciwnika w błąd co do rzeczywistego kierunku odwrotu sił głównych. 
Sprzymierzeni, nie zdając sobie zresztą sprawy z rozmiarów zwycięstwa, zatrzymali się na wysokości La Rothière. Napoleon, przyjmując bitwę przeciwko trzykrotnej przewadze (sprzymierzeni mogli użyć 120 tysięcy ludzi) wystawił się na wielkie niebezpieczeństwo. Trzeba tym bardziej podkreślić mistrzostwo, z jakiem używał swych wojsk. Pomimo dużej rozciągłości frontu (blisko 10 km) potrafił on zachować w odwodzie prawie trzecią część sił, 10 tysięcy, i odciążyć wojska pierwszej linii silnymi przeciwnatarciami. Sprzymierzeni natomiast nie potrafili skorzystać z olbrzymiej przewagi liczebnej i dwustronnego oskrzydlenia przeciwnika, by otoczyć Francuzów i zadać im klęskę zupełną. Przyczyniły się do tego rozdźwięki polityczne, które właśnie powstały wśród sprzymierzonych, odbijając się na ich współdziałaniu.